# NGC 1046
NGC 1046 este o galaxie lenticulară situată în constelația Balena. A fost descoperită în 7 noiembrie 1784 de către William Herschel. Se află la o distanță de 80,82 de megaparseci de Pământ.